# Valdis
Valdis ist ein lettischer männlicher Vorname. Namenstag für den männlichen Vornamen ist in Lettland der 11. Dezember.

## Bekannte Namensträger

### Vorname
- Valdis Birkavs (* 1942), lettischer Politiker
- Valdis Dombrovskis (* 1971), lettischer Politiker
- Valdis „Val“ Semeiks (* 1955), US-amerikanischer Comiczeichner lettischer Herkunft
- Valdis Zatlers (* 1955), lettischer Politiker, Präsident Lettlands

### Künstlername
- Sigrid Valdis (1935–2007), US-amerikanische Schauspielerin